# Chaetonotus aculeatus
Chaetonotus aculeatus is een buikharige uit de familie Chaetonotidae. De wetenschappelijke naam van de soort werd in 1965 voor het eerst geldig gepubliceerd door Robbins. De soort wordt in het ondergeslacht Chaetonotus geplaatst.